# Hosín
Hosín är en ort i Tjeckien.   Den ligger i regionen Södra Böhmen, i den centrala delen av landet, 120 km söder om huvudstaden Prag. Hosín ligger 486 meter över havet och antalet invånare är 685.
Terrängen runt Hosín är platt västerut, men österut är den kuperad. Runt Hosín är det tätbefolkat, med 343 invånare per kvadratkilometer. Närmaste större samhälle är České Budějovice, 7,0 km söder om Hosín. Omgivningarna runt Hosín är en mosaik av jordbruksmark och naturlig växtlighet.